# Zurzyce
Zurzyce (deutsch Zauritz) ist ein Dorf der Landgemeinde Kamiennik im Powiat Nyski in der Woiwodschaft Opole in Polen.

## Geographie

### Geographische Lage
Das Straßendorf Zurzyce liegt im Südwesten der historischen Region Oberschlesien. Der Ort liegt etwa drei Kilometer südöstlich vom Gemeindesitz Kamiennik, etwa 16 Kilometer nordwestlich der Kreisstadt Nysa und etwa 65 Kilometer südwestlich der Woiwodschaftshauptstadt Opole.
Zurzyce liegt in der Przedgórze Sudeckie (Sudetenvorgebirge) innerhalb der Wzgórza Niemczańsko-Strzelińskie (Nimptsch-Strehlen-Höhen).

### Nachbarorte
Nachbarorte von Zurzyce sind im Nordwesten der Gemeindesitz Kamiennik (Kamnig), im Norden Cieszanowice (Tscheschdorf), im Osten Kłodobok (Klodebach), im Südosten Karłowice Wielkie (Groß Karlowitz), im Süden Ogonów (Ogen) sowie im Südwesten Goworowice (Gauers).

## Geschichte

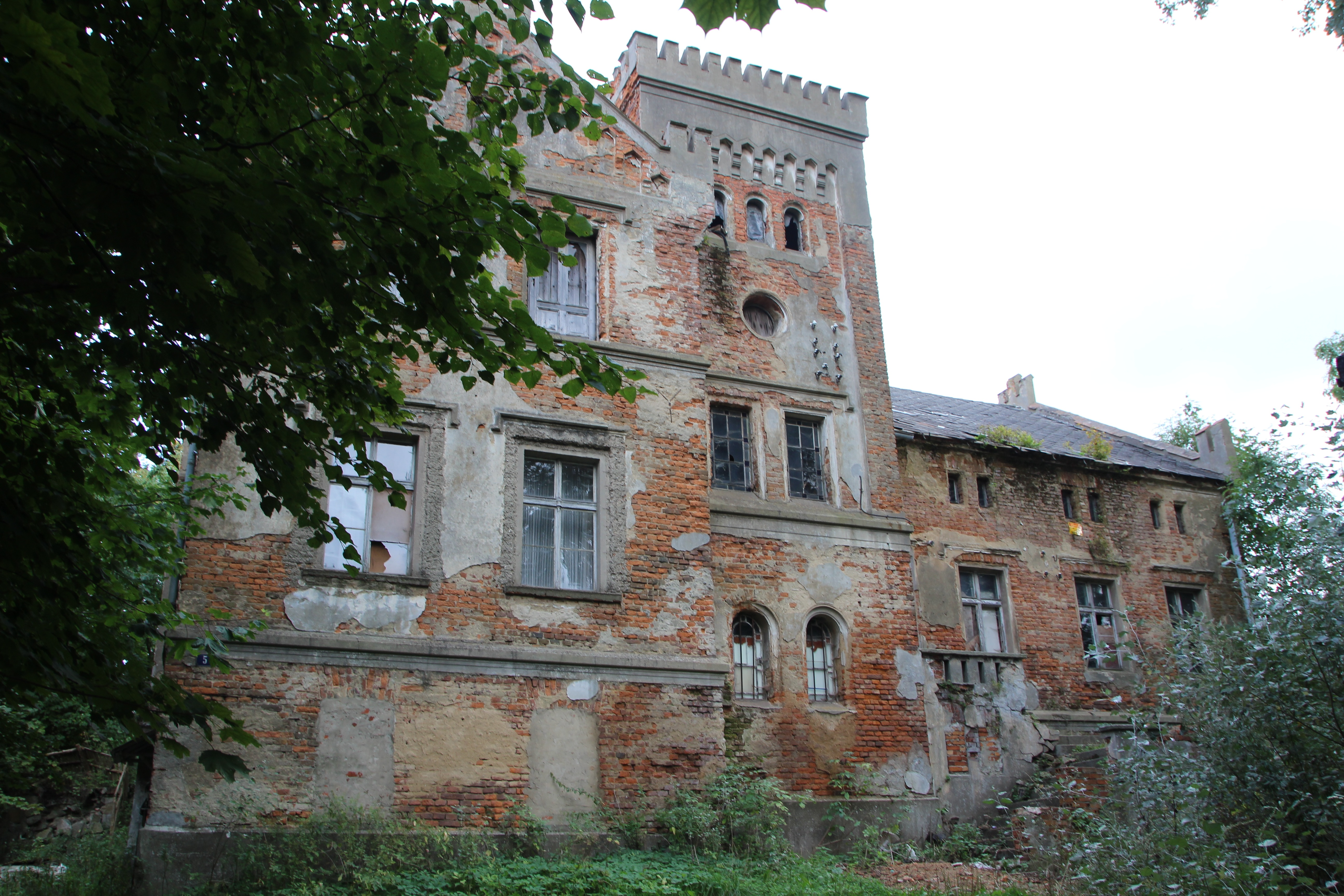
Schloss Zauritz

In dem Werk Liber fundationis episcopatus Vratislaviensis aus den Jahren 1295–1305 wird der Ort erstmals als Zura erwähnt. 1334 wurde das Dorf nach deutschem Recht ausgesetzt. Für das Jahr 1360 ist die Ortsbezeichnung Czurzicz überliefert.
Nach dem Ersten Schlesischen Krieg 1742 fiel Zauritz mit dem größten Teil Schlesiens an Preußen.
Nach der Neuorganisation der Provinz Schlesien gehörte die Landgemeinde Zauritz ab 1816 zum Landkreis Grottkau im Regierungsbezirk Oppeln. 1845 bestanden im Dorf ein Schloss, ein Vorwerk sowie 39 weitere Häuser. Im gleichen Jahr lebten in Zauritz 135 Menschen, davon drei evangelisch. 1855 lebten 144 Menschen in Zauritz. 1865 bestanden im Ort elf  Gärtner- und sechs Häuslerstellen. Eingeschult und eingepfarrt waren die Bewohner nach Groß Karlowitz. 1874 wurde der Amtsbezirk Klodebach gegründet, welcher aus den Landgemeinden Groß Carlowitz, Kasischka, Klodebach und Zauritz und den Gutsbezirken Groß Carlowitz, Kasischka, Klodebach und Zauritz bestand. 1885 zählte Zauritz 116 Einwohner.
1933 lebten in Zauritz 126 sowie 1939 111 Menschen. Bis zum Kriegsende 1945 gehörte der Ort zum Landkreis Grottkau.
Als Folge des Zweiten Weltkriegs fiel Zauritz 1945 wie der größte Teil Schlesiens unter polnische Verwaltung. Nachfolgend wurde es in Zurzyce umbenannt und der Woiwodschaft Schlesien angeschlossen. Die deutsche Bevölkerung wurde weitgehend vertrieben. 1950 wurde es der Woiwodschaft Oppeln eingegliedert. 1999 kam der Ort zum wiedergegründeten Powiat Nyski.

## Sehenswürdigkeiten
- Schloss Zauritz